# Platt's Heath
Platt's Heath est un village du Kent, en Angleterre.